# Евфорион (сын Эсхила)
Евфорион (др.-греч. Εὐφορίων; V век до н. э.) — древнегреческий драматург, сын Эсхила.
После смерти отца (456 год до н. э.) Евфорион четырежды выступал в театре с его пьесами, всякий раз имея успех. Так, в 431 году до н. э. он занял первое место, оставив Софоклу второе, а Еврипиду, в числе пьес которого была представлена «Медея», — третье.
Евфорион и сам писал трагедии, но все его тексты были утрачены. Существует мнение, что именно он написал трагедию «Прометей прикованный», основанное на нехарактерном для Эсхила отношении автора пьесы к олимпийским богам.